# Císařská garda (Napoleon I.)

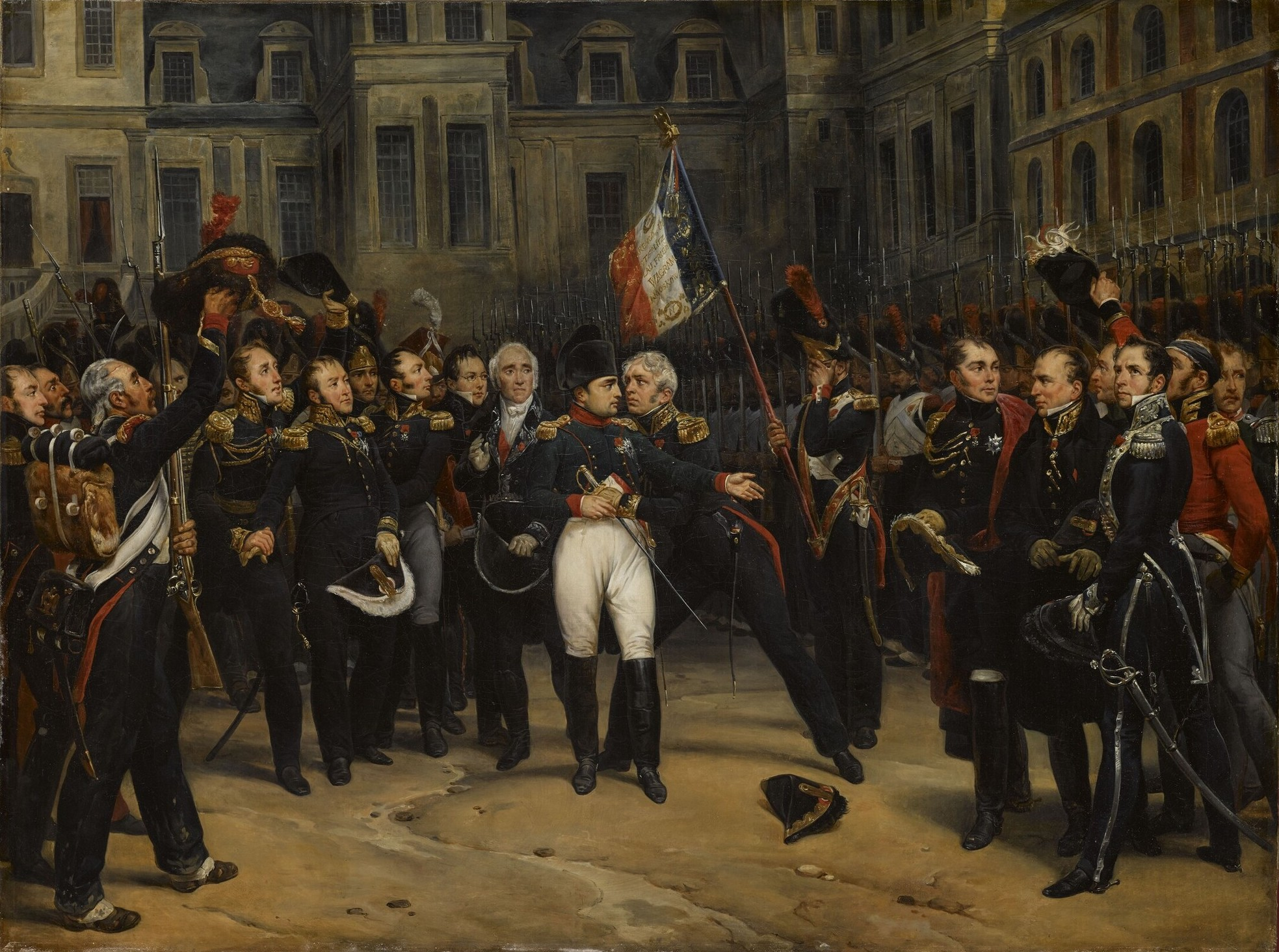
Napoleon se loučí s císařskou gardou na nádvoří Cheval-Blanc paláce Fontainebleau, 1814

Císařská garda (francouzsky Garde Impériale) byla původně malá skupina elitních vojáků Napoleonovy Velké armády (La Grande Armée), jež podléhala jeho přímému velení. Časem se však značně rozrostla. Sloužila jako jeho osobní stráž a taktická rezerva. Napoleon vždy pečlivě zvažoval její nasazení do bojové akce. 
Gardu tvořil štáb a pěchotní, jezdecké a dělostřelecké pluky, k nimž se dále řadily prapory sapérů a námořní pěchoty. Garda se dělila na zkušené veterány a méně zkušené příslušníky, takže vlastně sestávala ze tří částí: Staré gardy, Střední gardy a Mladé gardy. 

## Počty
V roce 1804 měla garda 8000 mužů. Do doby Napoleonova ruského tažení v roce 1812 jejich počet vzrostl na téměř 100 000 mužů. Garda měla vlastní dělostřelectvo, pěchotu a jízdní složky tak jako normální armádní sbor.

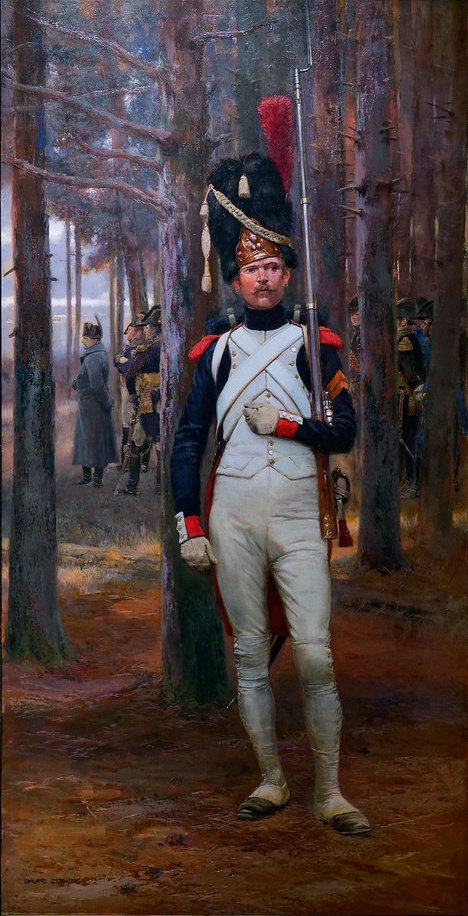
Granátník císařské gardy